# Dodo Heinrich zu Inn und Knyphausen
Dodo Heinrich zu Inn und Knyphausen lub Dodo Heinrich von Knyphausen (ur. 3 sierpnia 1729, zm. 31 maja 1789) – polityk i dyplomata pruski, ambasador Prus w Paryżu (w latach 1754–1756) i w Londynie (w latach 1758–1763).
Jego ojcem był pruski minister (Staats und Cabinetsminister) Friedrich Ernst von Knyphausen. Dodo Heinrich był jego drugim synem. Ojciec popadł w niełaskę u dworu w 1730. Matka Dodo Heinricha była Charlotte von Algen.
Do służby w dyplomacji pruskiej Dodo Heinrich zu Inn und Knyphausen wszedł w roku 1747, kiedy został sekretarzem posła pruskiego (von Kohda) w Sztokholmie.  od 1751 pomagał w tym samym charakterze kolejnemu posłowi pruskiemu, tym razem w Paryżu, hrabiemu Marischal.

## Ambasada w Paryżu
Gdy Marischal na własną prośbę zrezygnował z funkcji w 1754 roku, Król Prus Fryderyk Wielki uczynił 24-letniego wówczas Knyphausena ambasadorem w Paryżu (mimo młodego wieku, był uważny i pracowity).
W 1755 roku Knyphausen przesłał Fryderykowi z Paryża pismo księcia de Nivernois, zawierające plany sojuszu prusko-francuskiego, w dużym stopniu pod wpływem tej przesyłki zawarł 16 stycznia 1756 Konwencję westminsterską z W.Brytanią. Knyphausen na próżno próbował łagodzić gniew Francuzów z tego faktu. W 1756 został odwołany z Paryża, a jego francuski odpowiednik markiz de Balory z Berlina. Stosunki francusko-pruskie uległy zawieszeniu.

## Ambasada w Londynie
Baron Dodo Heinrich zu Inn und Knyphausen przybył do Londynu jako ambasador Prus w 1758 roku, by dopilnować by subsydia wojenne, które przyznawała Prusom Konwencja westminsterska z 1756 roku między W.Brytania a Prusami była przestrzegana, a więc by Królestwo Prus dostawało 4 miliony funtów rocznie subsydiów wojennych. Poprzednik jego ambasador Prus w Londynie Louis Michell nie umiał tego dopilnować.
Brytyjczycy jednak i Knyphausenowi czynili pewne trudności, gdyż bardziej byli zaniepokojeni obrotem sprawa na kolonialnych teatrach wojennych. Knyphausen z trudem obracał się w gąszczu zmieniających się rządów brytyjskich i ich polityki. Jednak odpowiednie układy subsydialne zostały zawarte 11 kwietnia i 4 grudnia 1758 roku, a kolejne 9 listopada 1759 i 12 grudnia 1760.
Tak jak poprzednio w Paryżu, zyskał sobie powszechną sympatie i szacunek dzięki swej towarzyskości, smakowi artystycznemu, erudycji i dowcipowi. Udało mu się nawet zyskać zaufanie podejrzliwego ministra Williama Pitta, 1. hrabiego Chatham i dyplomaty Andrew Mitchella. Stali się oni pod jego wpływem gorącymi zwolennikami Prus. Namówił Pitta na wysłanie floty wojennej brytyjskiej na Bałtyk dla ochrony pruskiego handlu morskiego.
Gdy 5 października 1761 upadł rząd Pitta i księcia Newcastle, stosunki między obu krajami nie były już tak ciepłe. Nowy premier John Stuart, 3. hrabia Bute uważał alians z Prusami za balast dla polityki brytyjskiej. Subsydium nie zostało przedłużone.
13 lutego 1763 roku Knyphausen opuścił dwór brytyjski. Fryderyk chciał ofiarować mu stanowisko ambasadora w Wiedniu, lecz z tak niskim wynagrodzeniem (6.000 talarów rocznie), że dyplomata odmówił i wycofał się z dyplomacji.

## Generalny Komisarz Handlu i Finansów
W 1765 Fryderyk Wielki mianował go Generalnym Komisarzem Handlu i Finansów (Generalcomissar des Handels und der Finanzen). Miał on doświadczenie w tych sprawach dzięki organizowaniom subsydiów londyńskich. Jako Komisarz odpowiadał za monopol państwa na handel tytoniem, założył Bank i pracował nad edyktem stemplowym. W końcu roku 1774 wymusił rezygnację ministra F.C. von Görne, któremu nie ufał. Odmówił objęcie szefostwa Generaldirectorium. 11 stycznia 1775 otrzymał upragnioną dymisję. Król odebrał mu dobra we wschodniej Fryzji, które Knyphausen otrzymał wcześniej za dobra służbę.
W 1782 von Knyphausen wrócił jednak na swe poprzednie stanowisko ponieważ oskarżony o defraudacje Görne trafił do więzienia Spandau. Dodo Heinrich zu Inn und Knyphausen był człowiekiem powszechnie znanym i cenionym w Europie. Jego zdolności administratora chwalił min. Honoré Gabriel Riqueti de Mirabeau.